# هدهد درختی بنفش
هدهد درختی بنفش (نام علمی: Phoeniculus damarensis) نام یک گونه از سرده هدهد درختی است.